# ديارال مطرف (سيئون)
'

تعديل مصدري - تعديل

ديارال مطرف هي إحدى قرى عزلة سيئون بمديرية سيئون التابعة لمحافظة حضرموت، بلغ تعداد سكانها 140 نسمة حسب تعداد اليمن لعام 2004.